# 九厅十八井古民居
九厅十八井古民居，位于中国广东省汕尾市陆河县河田镇桐树下村，为陆河县的一个县级文物保护单位，类型为古建筑，公布时间为2004年12月31日。
九厅十八井古民居的历史年代为清代。